# Masacre de Kfar Aza
La masacre de Kfar Aza ocurrió durante la operación inundación de Al-Aqsa el 7 de octubre de 2023 cuando unos 70 militantes de Hamás atacaron Kfar Aza, un kibutz a unos 3 kilómetros de la frontera con la Franja de Gaza, masacrando a residentes y secuestrando a varios rehenes.
El kibutz tenía 400 habitantes antes del ataque, y las Fuerzas de Defensa de Israel tardaron dos días en recuperar el control total de la comunidad. Si bien aún se desconoce el total exacto de víctimas israelíes; al 15 de octubre se contaban 52 muertos y otros 20 o más desaparecidos.
El gobierno y medios de comunicación israelíes acusaron a Hamás de haber practicado decapitaciones, desmembramientos y víctimas quemadas vivas. En particular, los israelíes propalaron el bulo de que en Kfar Aza habrían sido decapitados 40 bebés, que se hizo viral mundialmente y que se demostró posteriormente ser totalmente falso.

## Masacre

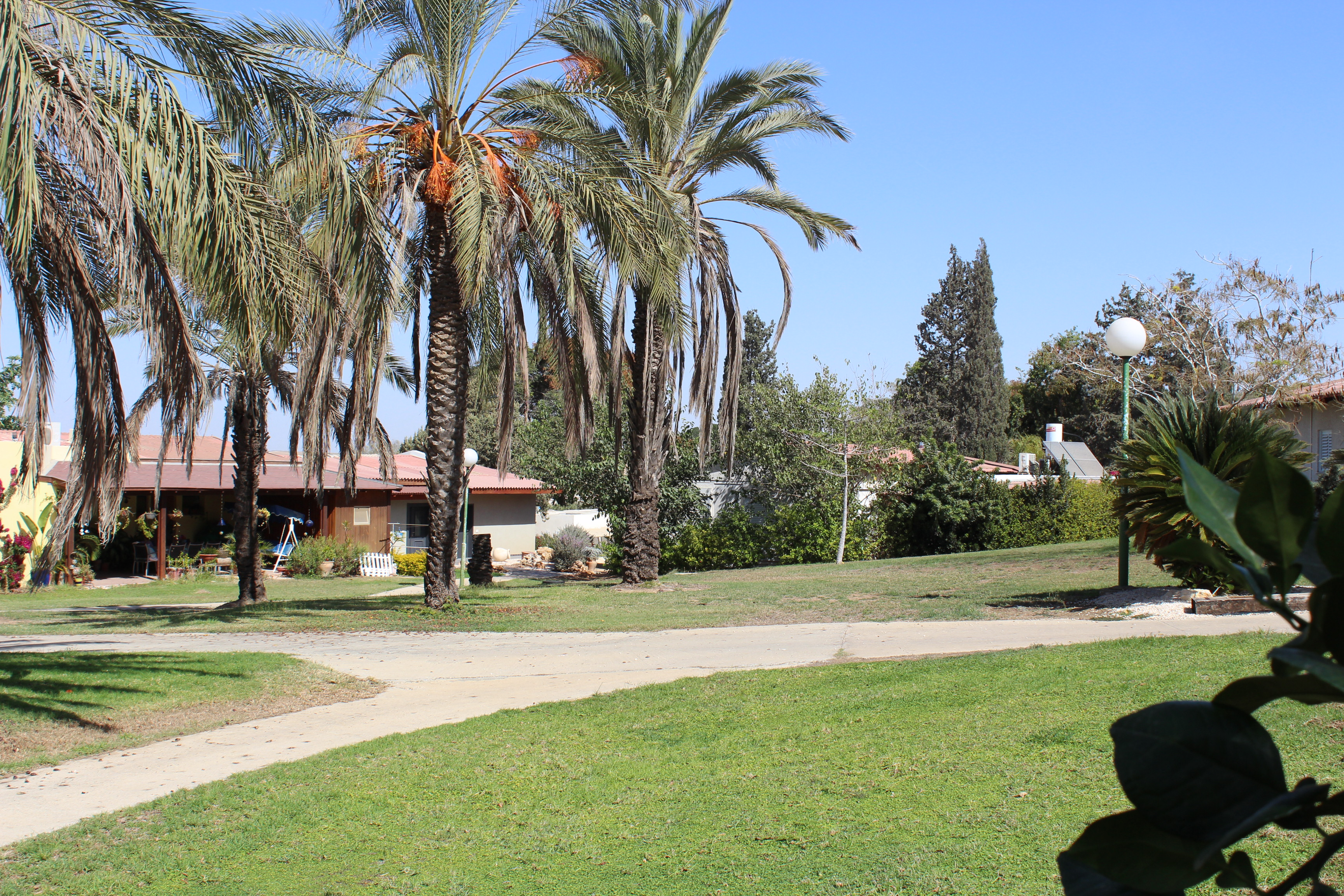
Kfar Aza antes de la masacre

Unos 70 hombres armados de Hamás rompieron una valla y lograron acceder al kibutz en la mañana del 7 de octubre de 2023. Después de entrar al kibutz, que estaba a 3 kilómetros de Gaza, los militantes procedieron a masacrar a los residentes de la comunidad. Los militantes islamistas comenzaron atacando el lado oeste de la comunidad donde vivían familias con niños pequeños.
Los miembros del kibutz con entrenamiento militar, que formaban una guardia armada voluntaria, lucharon contra los militantes invasores en un intento de defender la comunidad. Todos murieron en los combates. Los militantes de Hamás ampliaron el ataque a las cuatro direcciones,  La comunidad tenía 400 habitantes. Las Fuerzas de Defensa de Israel tardaron dos días y medio en recuperar el control total de la comunidad. Los paracaidistas de la Unidad 71 lideraron el asalto para retomar la comunidad,  y la Unidad Duvdevan también respondió al ataque.Se desconoce cuántas víctimas se produjeron entre palestinos e israelíes en estos combates.
En total, murieron cincuenta y dos habitantes del kibutz.Según fuentes israelíes, los cadáveres de quienes habían habitado la comunidad fueron encontrados con las manos atadas.Además, los militantes tomaron 19 rehenes en el kibutz.No se ha comunicado el número de bajas entre los atacantes palestinos.
Los periodistas obtuvieron acceso al sitio el 10 de octubre de 2023. Hamás también publicó imágenes de vídeo del ataque.

## Víctimas

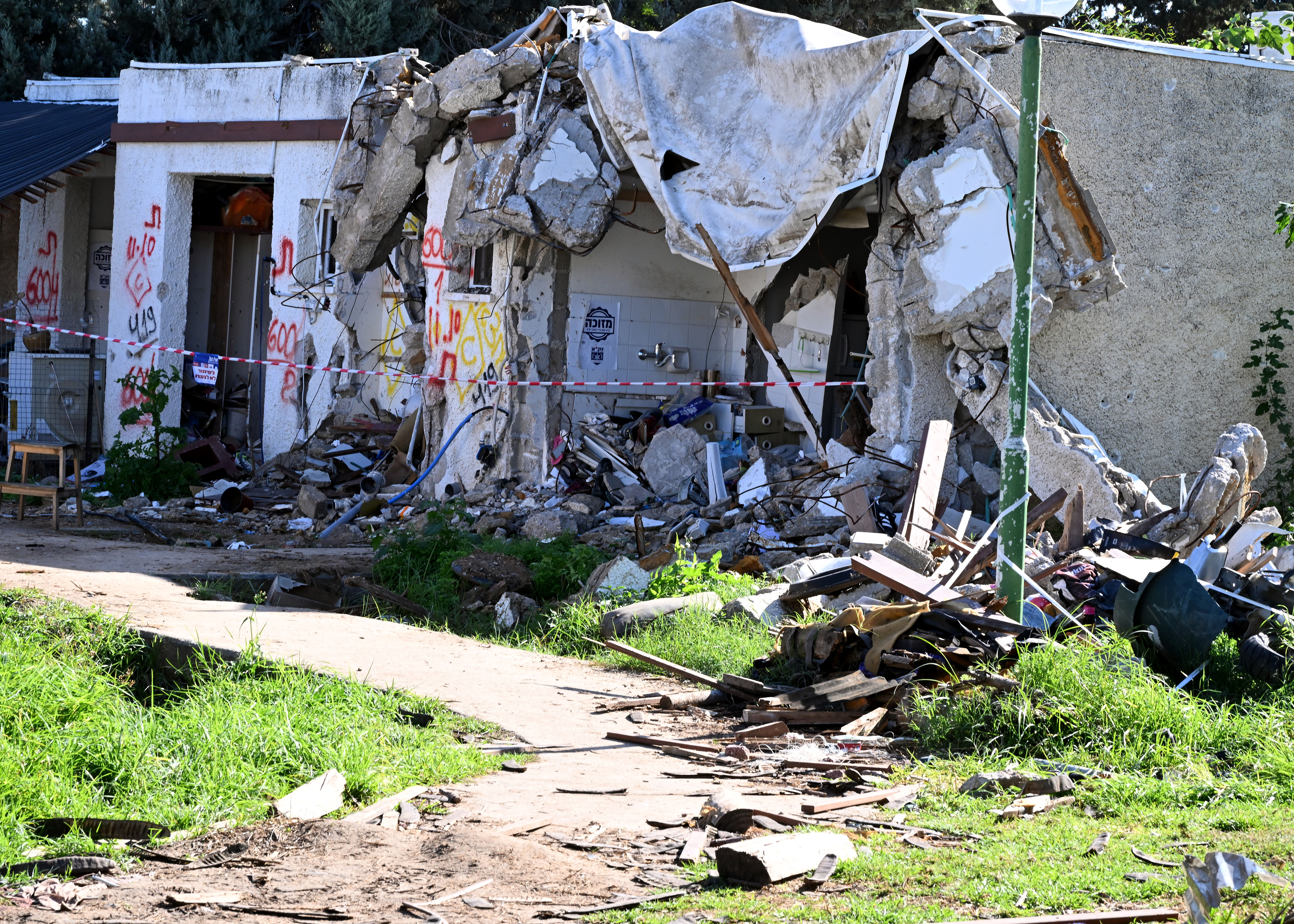
Casas destruidas en el kibutz, enero de 2024

Según BBC News, parece que la mayoría de las víctimas de la masacre murieron en las primeras horas del ataque del 7 de octubre de 2023 , los soldados todavía recorrían la comunidad para recuperar los cuerpos. Según un soldado presente, varios civiles habían sido decapitados. Otras víctimas fueron desmembradas o quemadas. Se informó que entre los muertos había niños y bebés.

## Bulos y desinformación

### Bulo sobre decapitaciones
Un miembro de las Fuerzas de Defensa de Israel (FDI) que acudió al sitio dijo en una entrevista con i24NEWS que Hamás había matado a 40 niños, y algunos de ellos habían sido decapitados. CBS News entrevistó más tarde a Yossi Landau, jefe regional de la organización de primeros auxilios ZAKA, quien dijo que tanto bebés como menores habían sido decapitados junto con cadáveres de adultos desmembrados. Landau declaró más tarde a Sky News que el 80% de los cuerpos en Kfar Aza y Be'eri mostraban signos de tortura.
El portavoz del primer ministro israelí, Benjamín Netanyahu, también hizo una declaración de que varios bebés fueron decapitados, y la afirmación más destacada fue repetida por el presidente estadounidense Joe Biden, quien afirmó haber visto pruebas fotográficas de ello. Posteriormente, la Casa Blanca negó que Biden hubiera visto imágenes fotográficas y aclaró que se refería a informes de los medios y declaraciones de Netanyahu. A partir de ese momento, los posteriores comentarios de funcionarios y medios israelíes sobre las supuestas decapitaciones han corregido o suavizado sus afirmaciones. Posteriormente, el propio gobierno de Israel y su ejército declararon que «no podemos confirmar» las informaciones de que combatientes de Hamás «asesinaron» a cuarenta bebés en un kibutz del sur del país. La cadena estadounidense CNN informó que no podía confirmar las afirmaciones de que se había decapitado a niños. El periódico israelí Haaretz también dijo que la historia era falsa. Sólo dos menores, Yiftach Kutz, de 14 años, y su hermano, Yonatan, de 16, fueron identificados como asesinados en Kfar Azza, y ninguno de ellos fue decapitado. Ishay Coen, periodista del sitio web ultraortodoxo Kikar Hashabbat, admitió que cometió un error al aceptar sin cuestionar las afirmaciones de las FDI. «¿Por qué un oficial del ejército inventaría una historia tan horrible?», se preguntó y añadió: «Me equivoqué». Haaretz también informó que algunos testimonios procedían de oficiales reservistas.
En un comunicado, el Movimiento de Resistencia Islámica (Hamás) negó las afirmaciones de varios medios pro israelíes de que habían «matado niños, decapitado y atacado a civiles» durante su ataque. Según argumentaron en dicho comunicado, «afirmamos firmemente la falsedad de las acusaciones inventadas y propagadas por algunos medios de comunicación occidentales que adoptan la narrativa sionista, incluida la afirmación de matar niños, decapitar y atacar a civiles» y que los milicianos de Hamás solo «atacaron al aparato militar y de seguridad (israelí), que es un objetivo legítimo».
El ministro de Asuntos Exteriores, Yisrael Katz, continuó difundiendo el bulo de los bebés decapitados mucho después de que se demostrase falso. El 3 de junio, cuando el gobierno de Eslovenia decidió reconocer al Estado de Palestina, declaró: «La decisión del gobierno esloveno de recomendar que el Parlamento esloveno reconozca un Estado Palestino recompensa a Hamás por asesinatos, violaciones, mutilaciones de cuerpos y decapitaciones de bebés».
La afirmación de que 40 bebés habían sido decapitados obtuvo amplia atención en las redes sociales, con más de 40 millones de impresiones en X (antes Twitter), propagadas por el sitio web israelí i24NEWS y la cuenta oficial de Israel. La noticia llegó a las portadas de casi una docena de periódicos británicos. NBC News declaró que el informe probablemente era erróneo y se basaba en la combinación de dos declaraciones separadas hechas por soldados de las FDI.

### Bulo sobre bebé muerto en horno
Durante el transporte de los cuerpos para la autopsia, dos socorristas de Hatzalah dijeron que encontraron el cadáver de un bebé con marcas de horno en los restos de una casa quemada, y el presidente de la organización habló públicamente sobre el incidente por primera vez en la Coalición Republicana Judía en Las Vegas a finales de octubre. El presidente de Hatzalah declaró que se desconocía cómo el bebé llegó al horno y sugirió que era posible que los padres del niño hubieran colocado al bebé en el horno en un intento de protegerlo del fuego, en lugar de que el bebé fuera colocado deliberadamente en el horno por los atacantes de Hamás.

## Sobrevivientes
Ziv Stahl, director ejecutivo de la organización de derechos humanos Yesh Din, sobrevivió a la masacre y más tarde, en un artículo para Haaretz, se opuso firmemente a los llamados a exigir venganza, argumentando que, "Los bombardeos indiscriminados en Gaza y el asesinato de civiles ajenos a estos horribles crímenes no son una solución".
Otro superviviente, Avidor Schwartzman, describió cómo se escondió con su esposa y su hija de un año en su habitación segura durante más de 20 horas hasta que los soldados israelíes los rescataron.

"Había cadáveres por todas partes. Cadáveres por todas partes", dijo el hombre de 38 años. "Vimos que nuestro pequeño pedazo de paraíso, nuestro pequeño pedazo de cielo, estaba totalmente quemado, quemado y con sangre por todas partes".